# Atlanta Falcons
O Atlanta Falcons são uma equipe profissional de futebol americano sediada em Atlanta, Geórgia. Os Falcons competem na National Football League (NFL) como um clube membro da NFC South. Os Falcons se juntaram à NFL em 1965 como uma equipe de expansão, depois que a NFL ofereceu ao então proprietário, Rankin Smith, uma franquia para evitar que ele se juntasse à rival American Football League (AFL).
Em seus 51 anos de existência (até 2016), os Falcons acumularam um recorde de 350-450-6 (341-437-6 na temporada regular e 9-13 nos playoffs), vencendo campeonatos de divisão em 1980, 1998, 2004, 2010, 2012 e 2016. Os Falcons apareceram em dois Super Bowls, o primeiro durante a temporada de 1998 no Super Bowl XXXIII, onde perderam para o Denver Broncos por 34-19, e o segundo foi dezoito anos depois, uma derrota por 34-28 na prorrogação para o New England Patriots no Super Bowl LI.
O atual estádio dos Falcons é o Mercedes-Benz Stadium, que foi inaugurado na temporada de 2017; a sede da equipe e as instalações de treinamento estão localizadas em um local de 20 hectares em Flowery Branch, a nordeste de Atlanta no condado de Hall. O Atlanta Falcons compartilha dono, Arthur Blank, e o estádio com o time de Futebol de campo Atlanta United FC.

## História

### O futebol profissional chega a Atlanta
O futebol americano profissional veio pela primeira vez para Atlanta em 1962, quando a American Football League (AFL) teve dois torneios de pré-temporada, um com o Denver Broncos contra o Houston Oilers e o segundo com o Dallas Texans contra o Oakland Raiders. Dois anos depois, a AFL realizou outra exposição, desta vez com o New York Jets enfrentando o San Diego Chargers.
Em 1965, depois que o estádio do condado de Atlanta-Fulton (então conhecido simplesmente como Atlanta Stadium) foi construído, a cidade de Atlanta sentiu que era o momento certo para começar a ter futebol americano profissional. Um grupo independente que estivera ativo nas promoções de exposições da NFL em Atlanta solicitou franquias tanto na AFL quanto na NFL, atuando inteiramente por conta própria, sem garantia dos direitos dos estádios. Outro grupo relatou que depositou dinheiro para uma equipe na AFL.
Com todos correndo em direções diferentes, alguns empresários locais (Cox Broadcasting) fizeram um acordo e foram premiados com uma franquia da AFL em 8 de junho, dependendo da aquisição de direitos exclusivos de estádio de autoridades municipais. O comissário da NFL, Pete Rozelle, que estava movimentando lentamente assuntos de Atlanta, foi estimulado pelo interesse da AFL e seguiu em frente até Atlanta para bloquear a reivindicação da liga rival na cidade. Ele forçou a cidade a fazer uma escolha entre as duas ligas; em 30 de junho, a cidade escolheu Rankin Smith e a NFL.
Os planos originais de expansão da AFL em junho de 1965 eram para duas novas equipes em 1966, em Atlanta e Filadélfia. Mais tarde, evoluiu para o Miami Dolphins em 1966 e o Cincinnati Bengals em 1968. A NFL tinha planejado adicionar duas equipes em 1967; a competição com a AFL de Atlanta forçou a primeira a ser adicionada no início de 1966. O número ímpar de equipes (15) resultou em uma equipe ociosa a cada semana, com cada equipe jogando catorze jogos em quinze semanas (semelhante a 1960: doze jogos durante treze semanas). A segunda equipe de expansão, o New Orleans Saints, entrou para a NFL como planejado em 1967 como sua décima sexta franquia.
A franquia Atlanta Falcons começou em 30 de junho de 1965, quando Rozelle concedeu a propriedade a Rankin Smith Sr., de quarenta anos, um vice-presidente executivo da Life Insurance Company, da Geórgia. Ele pagou US $ 8,5 milhões, o maior preço da história da NFL na época de uma franquia. Rozelle e Smith fizeram o acordo em cerca de cinco minutos e o Atlanta Falcons trouxe o maior e mais popular esporte para a cidade de Atlanta. A equipe de expansão de Atlanta se tornou a décima quinta franquia da NFL, e eles foram premiados com a primeira escolha geral no Draft de 1966, bem como a escolha final em cada uma das cinco primeiras rodadas. Eles selecionaram o linebacker Tommy Nobis, da Universidade do Texas, fazendo dele o primeiro jogador da história dos Falcons. A liga também realizou o projeto de expansão seis semanas depois, em que Atlanta selecionou jogadores sem contrato das catorze franquias existentes. Embora os Falcons tenham selecionado muitos bons jogadores nesses draft, eles não conseguiram vencer de imediato.
A equipe de Atlanta recebeu seu apelido em 29 de agosto de 1965. Miss Julia Elliott, uma professora de escola de Griffin, foi escolhida por muitas pessoas que sugeriram "Falcons" como o apelido para a nova franquia. Ela escreveu: "O Falcão é orgulhoso e digno, com muita coragem e luta. Ele nunca derruba sua presa. É mortal e tem uma grande tradição esportiva".

### 1966-1977: Primeiros anos
A temporada inaugural dos Falcons foi em 1966, e seu primeiro jogo de pré-temporada foi em 1 de agosto, uma derrota para o Philadelphia Eagles. Sob o comando do técnico Norb Hecker, Atlanta perdeu seus nove primeiros jogos da temporada regular em 1966; Sua primeira vitória veio fora de casa contra o New York Giants em 20 de novembro no Yankee Stadium. Duas semanas depois, o Atlanta venceu em Minnesota e venceu o St. Louis em Atlanta na semana seguinte, conquistando sua primeira vitória em casa. A equipe terminou a década de 1960 com doze vitórias em quatro temporadas.
Os Falcons teve seu primeiro jogo no Monday Night Football em Atlanta durante a temporada de 1970, uma derrota por 20-7 para o Miami Dolphins. As duas únicas temporadas vencedoras nos primeiros doze anos foram em 1971 (7-6-1) e em 1973 (9-5).

### 1978-1989

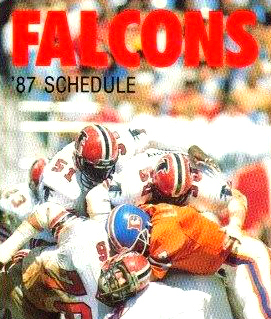
Defesa dos Falcons contra o quarterback do Denver Broncos, John Elway, durante um jogo de 1985.

Na temporada de 1978, os Falcons se classificaram para os playoffs pela primeira vez e venceram o Wild Card contra os Eagles por 14-13. Na semana seguinte, eles perderam para o Dallas Cowboys por 27-20 no Divisional Round.
Na temporada de 1980, depois de nove vitórias seguidas, os Falcons conseguiram o melhor recorde da franquia, 12-4, e conquistaram o seu primeiro título na NFC West. Na semana seguinte, a temporada de seus sonhos terminou em casa com uma derrota para os Cowboys por 30-27 no Divisional Round.
Na temporada reduzida de 1982, os Falcons foram para os playoffs, mas perderam para o Minnesota Vikings por 30-24. O técnico dos Falcons, Leeman Bennett, foi demitido após a derrota. A equipe então teve temporadas com mais derrotas do que vitórias pelos próximos oito anos.

### 1989–1996

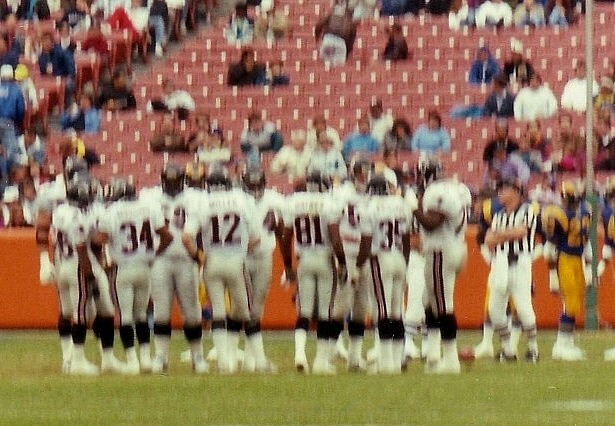
Os Falcons jogando contra o Los Angeles Rams durante um jogo em 1991.

Na Draft de 1989, os Falcons selecionaram o cornerback, Deion Sanders, na primeira rodada, que os ajudou nos quatro anos seguintes, estabelecendo muitos recordes para a franquia. "Neon Deion" (a.k.a. "Prime Time") teve um apelo e ajudou a atrair a atenção da mídia para uma das franquias mais anônimas da liga. Sanders também era famoso por jogar em times de beisebol da liga principal (New York Yankees e Atlanta Braves) enquanto jogava simultaneamente na NFL.
Depois de derrotar o New Orleans Saints no Wild Card, a temporada de 1991 dos Falcons terminou em uma derrota para o Washington Redskins por 24-7. No Draft de 1991, os Falcons selecionaram o quarterback, Brett Favre, como a trigésima terceira escolha geral. Durante sua temporada de estreia, ele jogou em dois jogos, onde acumulou um recorde de quatro tentativas de passe sem recepções e duas interceptações. Em fevereiro, Favre foi negociado com o Green Bay Packers.
Em 1992, o Atlanta Falcons abriu um novo capítulo em sua história se mudando para o recém-construído Georgia Dome, onde a equipe derrotou todas as outras 31 equipes da NFL pelo menos uma vez durante o tempo que passou lá.

### 1997–2000: Era Dan Reeves
Em 1998, sob o comando do recém-contratado treinador Dan Reeves, o quarterback Chris Chandler e o running back Jamal Anderson, os Falcons tiveram sua maior temporada até o momento. Em 8 de novembro, eles derrotaram o New England Patriots por 41-10, terminando com uma série de 22 derrotas em locais de clima frio. A equipe terminou com um recorde de 14-2 na temporada regular e foi campeão da NFC West.
Em 17 de janeiro de 1999, os Falcons ganharam dos Vikings no Hubert H. Humphrey Metrodome no NFC Championship Game por 30-27, em uma empolgante prorrogação. No entanto, em sua primeira aparição no Super Bowl, eles perderam por 34-19 para o atual campeão, Denver Broncos, no Super Bowl XXXIII.
No segundo jogo da temporada de 1999 dos Falcons, Jamal Anderson, que havia sido um jogador chave no sucesso do Falcons em 1998, sofreu uma lesão no joelho que encerrou sua temporada. O Falcons terminou a temporada com um decepcionante recorde de 5-11 na temporada regular. Em 2000, os Falcons sofreram com outra temporada horrenda terminando com um recorde de 4-12 e não indo mais uma vez para os playoffs.

### 2001–2007
No Draft de 2001, os Falcons orquestraram um trade com o San Diego Chargers, adquirindo a primeira escolha geral (que foi usada no quarterback Michael Vick) em troca do grande especialista em retornos Tim Dwight e da quinta escolha geral (usada em LaDainian Tomlinson).
Os Falcons terminou a temporada de 2001 com um recorde de 7-9 e não foram para os playoffs. Jessie Tuggle se aposentou após 14 temporadas em Atlanta. Em 6 de dezembro de 2001, Arthur M. Blank chegou a um acordo preliminar com Taylor Smith, dos Falcons, para comprar a equipe. Em uma reunião especial antes do Super Bowl XXXVI, em Nova Orleans, em 2 de fevereiro de 2002, os proprietários da NFL votaram por unanimidade para aprovar a compra.
A temporada de 2002 viu o Falcons voltar aos playoffs com um recorde de 9-6-1. Foi o primeiro ano de Vick como titular, e a equipe, com o recém-adquirido running back Warrick Dunn, entregou aos Green Bay Packers sua primeira derrota em playoffs de todos os tempos. No entanto, a derrota por 20-6 para o Philadelphia Eagles liderado por Donovan McNabb na semana seguinte acabou com a temporada dos Falcons.
Em 19 de março de 2003, os Falcons apresentaram seu novo logotipo. Durante a pré-temporada de 2003, Vick quebrou a perna e perdeu os primeiros doze jogos da temporada. Depois de perder 7 jogos seguidos, a decisão foi tomada para dispensar o treinador Dan Reeves. Wade Phillips atuou como treinador interino para os últimos 3 jogos. Embora os Falcons tenham vencido 3 dos últimos 4 jogos após o retorno de Vick, eles terminaram com um recorde de 5-11 naquele ano.
Em 2004, um novo treinador, Jim L. Mora, foi contratado e Vick voltou para a temporada completa. O Falcons teve um recorde de 11-5, ganhando seu terceiro título de divisão. Nos playoffs da divisão, os Falcons derrotaram os St. Louis Rams por 47-17 no Georgia Dome, avançando para o NFC Championship Game, que eles perderam para os Eagles por 27-10.
Os Falcons novamente ficaram aquém das temporadas consecutivas de vitórias em 2005, com um recorde de 8-8. Em 2006, Michael Vick se tornou o primeiro quarterback da história da liga a correr para mais de 1.000 jardas em uma temporada, com 1.039. Depois de terminar a temporada com um recorde de 7-9, no entanto, o técnico Jim Mora foi demitido e Bobby Petrino, treinador da Universidade de Louisville, substituiu-o. Antes do início da temporada de 2007, Vick foi suspenso indefinidamente pela NFL após se declarar culpado de acusações envolvendo brigas de cães no estado da Virgínia. Em 10 de dezembro de 2007, Vick recebeu uma sentença de 23 meses de prisão e foi oficialmente cortado da equipe de Atlanta.
Para a temporada de 2007, os Falcons foram obrigados a ter Joey Harrington como quarterback titular. Em 11 de dezembro, 13 jogos em sua primeira temporada da NFL como treinador, Bobby Petrino renunciou sem aviso prévio para ser o treinador da Universidade de Arkansas, deixando os jogadores sitiados apenas uma nota no vestiário. Emmitt Thomas foi nomeado treinador interino para os três últimos jogos da temporada, em 12 de dezembro. O Falcons terminou o ano com um recorde sombrio de 4-12.

### 2008–2014: Era Mike Smith

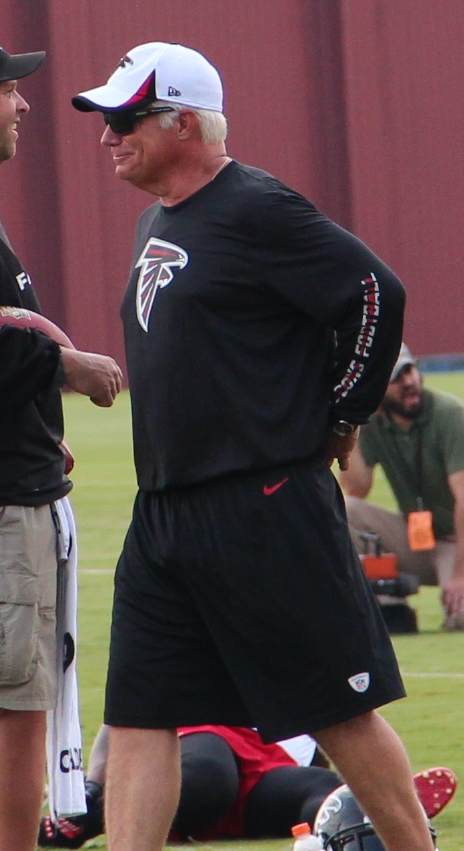
Mike Smith

Após a temporada tumultuosa e decepcionante de 2007, os Falcons fizeram várias mudanças, contratando um novo gerente geral e treinador principal, selecionando um novo quarterback titular no draft e assinando com um novo running back titular.
Em 13 de janeiro de 2008, os Falcons nomearam o ex-diretor dos Patriots, Thomas Dimitroff, como novo gerente geral. Em 23 de janeiro, o treinador defensivo de Jacksonville Jaguars, Mike Smith, foi nomeado o novo treinador dos Falcons. O RB Michael Turner concordou com um contrato de 6 anos e um acordo de US $ 30 milhões em 2 de março. Em 26 de abril, Matt Ryan (quarterback de Boston College) foi recrutado em terceiro lugar no Draft de 2008 pelo Falcons.

#### 2008
Os Falcons terminaram a temporada regular de 2008 com um recorde de 11-5. Em 21 de dezembro de 2008, Atlanta derrotou o Minnesota Vikings por 24-17, garantindo uma vaga nos playoffs pela primeira vez desde 2004. Os Falcons continuariam perdendo na rodada de wild card para o eventual campeão da NFC, Arizona Cardinals, por 30-24.
Matt Ryan foi titular em todos os 16 jogos em sua temporada de estreia e foi nomeado o Novato Ofensivo do Ano da Associated Press. O treinador do primeiro ano, Mike Smith, foi nomeado Treinador do Ano de 2008.

#### 2009
Apesar de não terem conseguido ir os playoffs em 2009, a equipe se uniu para vencer os últimos três jogos da temporada regular para registrar temporadas consecutivas com mais vitórias do que derrotas pela primeira vez na história da franquia. Os Falcons derrotaram o Tampa Bay Buccaneers por 20-10 no último jogo da temporada para melhorar seu recorde para 9-7.

#### 2010
Em 2010, com um recorde na temporada regular de 13-3, os Falcons garantiram a terceira temporada consecutiva com mais vitórias do que derrotas, o quarto título da divisão e a melhor colocação geral nos playoffs da NFC; no entanto, os Falcons foram dominados pelo Green Bay Packers no Divisional Round por 48-21. Os Falcons marcaram 414 pontos - o quinto maior número na história da franquia.

#### 2011
Os Falcons fizeram uma troca com o Cleveland Browns no Draft de 2011 para selecionar o wide receiver de Alabama, Julio Jones, na sexta colocação. Jones, juntamente com os colegas Tony Gonzalez e Roddy White, já foram apelidados de "Big Three" de Atlanta (com base no número total de jardas recebidas). Em 30 de agosto de 2011, Peter King, da Sports Illustrated, que previu corretamente o Super Bowl de 2011, fez suas previsões para a temporada de 2011 e escolheu os Falcons para derrotar o San Diego Chargers no Super Bowl de 2012. Os Falcons terminaram a temporada com um recorde de 10-6.
Os Falcons então jogaram contra o New York Giants em um jogo de Wild Card no MetLife Stadium. Os Giants venceram por 24-2 e deram aos Falcons sua terceira derrota nos playoffs com Matt Ryan e Mike Smith.

#### 2012
Em 2012, Julio Jones teve um notável segundo ano, fazendo 10 touchdowns e 1.190 jardas. Os Falcons terminaram a temporada com um recorde de 13-3 e conquistaram o primeiro lugar nos playoffs da NFC.
Os Falcons jogaram contra o Seattle Seahawks em seu primeiro jogo de playoffs. Apesar de estarem perdendo por 28-27 com apenas 31 segundos no relógio, Matt Ryan levou o time para sua primeira vitória nos playoffs por 30-28. Foi a única vitória nos playoffs na era Mike Smith.
O Atlanta Falcons então avançou para enfrentar o San Francisco 49ers. Os 49ers venceram o jogo por 28-24.

#### 2013
Após o sucesso da temporada anterior, os Falcons eram um esperado concorrente do Super Bowl. No entanto, as lesões prejudicaram o desempenho da equipe e a equipe terminou a temporada com um recorde de 4-12. Com isso, a série de temporadas consecutivas com mais vitória do que derrotas chegou ao fim e Mike Smith teve sua primeira temporada perdida como treinador principal. Mike Smith recebeu uma prorrogação de um ano em seu contrato como treinador principal. O Falcons teve a 6ª escolha geral no Draft de 2014, com a qual selecionou Jake Matthews, que jogou como tackle ofensivo em Texas A & M.

#### 2014
Apesar de ter outra temporada difícil, os Falcons ainda teve a oportunidade de se classificar para os playoffs no final da temporada regular. Os Falcons receberam o Carolina Panthers no final da temporada regular, com os vencedores conquistando a divisão NFC South. Infelizmente, os Falcons perderam por 34-3 com Matt Ryan tendo duas interceptações que foram devolvidos para touchdowns e foi sacado seis vezes. Os Falcons terminou a temporada com um recorde de 6-10, marcando a segunda temporada consecutivas com mais derrotas do que vitórias.
No dia seguinte, Mike Smith foi demitido após sete temporadas como treinador principal. Os Falcons logo contratariam o coordenador defensivo do Seattle Seahawks, Dan Quinn, como o 16º treinador principal da equipe. Os Falcons tiveram a oitava escolha geral no Draft de 2015, com o qual eles escolheram Vic Beasley, um Defensive end de Clemson.

### 2015 - Presente: Era Dan Quinn

#### 2015

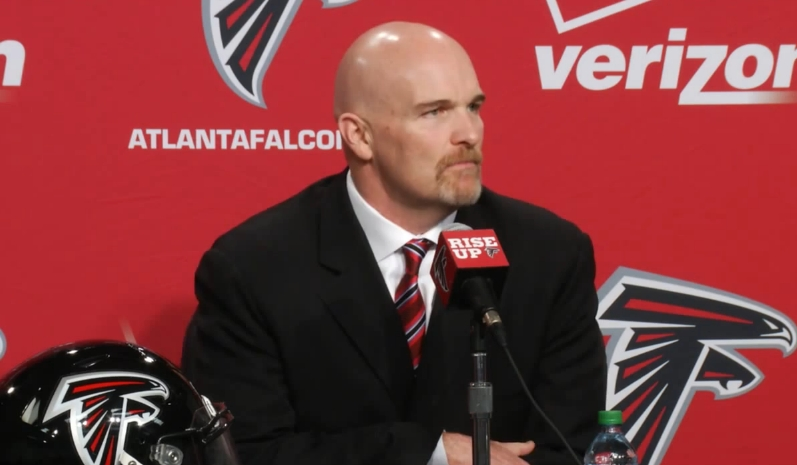
Dan Quinn

Em fevereiro de 2015, a equipe foi investigada pela NFL por alegado uso de ruído artificial de multidões no Georgia Dome. Os Falcons perderam uma seleção no Draft de 2016 como resultado da investigação da liga.
A primeira temporada de Dan Quinn teve um início de 5-0, o melhor início da equipe em quatro anos. Eles então lutariam durante o resto da temporada perdendo 8 de seus últimos 11 jogos, resultando em um recorde de 8-8. Os Falcons usaram sua primeira rodada no Draft de 2016 para selecionar o safety Keanu Neal, da Universidade da Flórida.

#### 2016
Na 25ª e última temporada dos Falcons no Georgia Dome, Atlanta perdeu seu jogo da semana 1 para os Buccaneers por 24-31. Os Falcons, em seguida, ganhariam seus próximos quatro jogos, incluindo um sobre os Panthers, quando a franquia estabeleceu novos recordes. Matt Ryan teve 503 jardas e Julio Jones pegou doze passes para 300 jardas. Com uma vitória por 41-13 sobre o San Francisco 49ers na semana 15, os Falcons melhoraram seu recorde para 9-5 e assegurou sua primeira temporada vitoriosa desde 2012. Uma semana depois, os Falcons derrotaram os Panthers e conquistaram seu primeiro título da NFC desde 2012. Em seu último jogo da temporada regular no Georgia Dome, os Falcons derrotaram o New Orleans Saints, e garantiram um recorde de 11-5.
No Divisional Round, Atlanta derrotou os Seahawks por 36-20 no Georgia Dome e realizou seu último jogo no Dome contra o Green Bay Packers no NFC Championship Game em 22 de janeiro de 2017. Os Falcons derrotaram os Packers por 44-21 e avançaram para Super Bowl LI como os campeões da NFC. Atlanta ganhava por 28-3 no final do terceiro quarto, e o New England Patriots marcou 31 pontos seguidos, com os 6 últimos na primeira prorrogação do Super Bowl. O retorno de 25 pontos dos Patriots foi o maior na história do Super Bowl.
Em 2016, o Falcons marcou 540 pontos na temporada regular, o sétimo maior número na história da NFL. No entanto, a defesa dos Falcons cedeu 406 pontos.

#### 2017
Os Falcons se mudaram para sua nova casa, o Mercedes-Benz Stadium, nesta temporada. O primeiro jogo da temporada regular foi uma vitória sobre o Green Bay Packers por 34-23. Sua primeira derrota em casa foi por 23-17 para o Buffalo Bills na semana 4.
A equipe retornou aos playoffs com um recorde de 10-6 (embora com um terceiro lugar no NFC South). Os Falcons derrotaram os Rams por 26-13 no Wild Card, mas a temporada de 2017 chegou ao fim uma semana depois, no Divisional Round, nas mãos do eventual campeão, Philadelphia Eagles, por 15-10.

## Estádios
Os Falcons chamaram três estádios de casa em seus 51 anos de existência, e sua terceira casa em sua história abriu no final do verão de 2017. O primeiro foi o Atlanta-Fulton County Stadium, dividindo com o Atlanta Braves da Major League Baseball até 1991. Em 1992, o Georgia Dome foi construído e os Falcons jogaram lá desde a sua abertura até a temporada de 2016. O Dome tem sido freqüentemente usado para o futebol americano universitário, incluindo o Peach Bowl.
Em um esforço para substituir o envelhecido Georgia Dome e potencialmente sediar um futuro Super Bowl, o dono da equipe, Arthur Blank, propôs um acordo com a cidade de Atlanta para construir um novo estádio de última geração não muito longe de onde fica o Georgia Dome. Blank contribuiu com US $ 800 milhões e a cidade de Atlanta contribuiu com US $ 200 milhões para a construção de um estádio de teto retrátil. A equipe fornecerá até US $ 50 milhões para custos de infraestrutura que não foram incluídos no orçamento de construção e para retirar a dívida restante no Georgia Dome. Além disso, a fundação de Blank e a cidade fornecerão US $ 15 milhões para o desenvolvimento de bairros vizinhos. Embora o custo total do estádio tenha sido inicialmente estimado em cerca de US $ 1 bilhão, o custo total foi revisado para US $ 1,5 bilhão, de acordo com Blank. Em março de 2013, a Câmara Municipal de Atlanta votou a favor da construção do estádio. O teto retrátil do Mercedes-Benz Stadium foi inaugurado em maio de 2014 e se tornou o terceiro estádio do Falcons e o primeiro do Atlanta United FC da MLS ao ser inaugurado em 2017.

## Logo e uniformes
As cores do Atlanta Falcons são vermelho, preto, prateado e branco. Quando a equipe começou a jogar em 1966, os Falcons usavam capacetes vermelhos com um logotipo preto da crista do falcão. No centro do capacete havia uma faixa preta central cercada por duas faixas de ouro e duas listras brancas. Essas cores representavam as duas escolas rivais universitárias no estado da Geórgia: Georgia Tech Yellow Jackets (branco e dourado) e Georgia Bulldogs (vermelho e preto). Embora o ouro tenha sido removido após várias temporadas, o branco permanece até hoje. Eles usavam calças brancas e camisas pretas ou brancas. No início, o logotipo da crista do falcão também foi colocado nas mangas da camisa, mas foi substituído por um padrão de listras vermelhas e brancas quatro anos depois. Eles mudaram de camisa preta para vermelha em 1971 e o clube começou a usar calças prateadas em 1978.
Em 1990, o design do uniforme mudou para capacetes pretos, calças prateadas e camisas pretas ou brancas. Os números nas camisas brancas eram pretos, mas foram mudados para vermelho em 1997. (Os números vermelhos podem ser vistos nas camisas brevemente em 1990)
Tanto o logotipo quanto os uniformes mudaram em 2003. O logotipo foi redesenhado com detalhes em vermelho e prata para representar um falcão mais poderoso e agressivo, que agora mais se assemelha à letra maiúscula F.
Embora os Falcons ainda usassem capacetes pretos, os novos uniformes apresentavam camisas e calças com detalhes vermelhos nas laterais. O design do uniforme consistia em camisas pretas ou brancas e calças pretas ou brancas. Durante esse mesmo ano, também foi introduzida uma camisa alternativa vermelha com acabamento preto. Os Falcons também começaram a usar chuteiras pretas com esses uniformes.
Em 2004, as camisas vermelhas tornaram-se as camisas primárias e as pretas tornaram-se a alternativa, ambas vestidas com calças brancas. Os Falcons usaram uma combinação totalmente negra para os jogos em casa contra seus arquirrivais, New Orleans Saints, vencendo os dois primeiros jogos (24-21 em 2004 e 36-17 em 2005), mas perderam por 31-13 em 2006. Eles usaram a combinação novamente em 2006, contra o Tampa Bay Buccaneers na semana 2. Os Falcons também usaram seu uniforme todo preto em 2007 contra o New York Giants e em 2008 contra o Carolina Panthers e mais uma vez contra o Tampa Bay Buccaneers.
Na década de 1980, os Falcons usavam seus uniformes brancos em casa a maior parte do tempo por causa do calor. Quando os Falcons começaram a jogar em uma cúpula, a equipe mudou para seus uniformes escuros para jogos em casa, mas usaram seus uniformes brancos em casa algumas vezes desde a mudança para a cúpula. Foi anunciado que em 2009, eles usariam uniformes retrôs de 1966.
Os Falcons revelaram um uniforme todo vermelho da Color Rush em 13 de setembro de 2016; no entanto, devido ao fato de que os Falcons e o Tampa Bay Buccaneers tinham uniformes Color Rush similares, os Falcons eram incapazes de usar seu uniforme até a temporada de 2017.

## Rivalidades

### New Orleans Saints
Em todas as temporadas, exceto na temporada de estreia, os Falcons dividiram uma divisão com o New Orleans Saints (primeiro na NFC West e agora na NFC South). Ao longo deste tempo, uma rivalidade se desenvolveu entre as franquias das duas cidades.
Atlanta lidera a série de todos os tempos por 52-48.

### Carolina Panthers
Os Falcons compartilham uma rivalidade semelhante, ainda que menor, com o Carolina Panthers, com ambas as equipes tendo estado no NFC West desde a fundação dos Panthers em 1995 até o realinhamento da NFL em 2002, onde estão na NFC South desde então.
Os Falcons lideram a série de todos os tempos por 29-18.

## Recordes

### Contra outros times
| Time                                | V   | D   | E | Percentagem | Playoffs     |
| ----------------------------------- | --- | --- | - | ----------- | ------------ |
| St. Louis/Phoenix/Arizona Cardinals | 14  | 15  | 0 | .483        | 0–1          |
| Baltimore Ravens                    | 2   | 3   | 0 | .400        |              |
| Buffalo Bills                       | 7   | 5   | 0 | .583        |              |
| Carolina Panthers                   | 29  | 18  | 0 | .617        |              |
| Chicago Bears                       | 13  | 14  | 0 | .481        |              |
| Cincinnati Bengals                  | 5   | 8   | 0 | .385        |              |
| Cleveland Browns                    | 3   | 11  | 0 | .214        |              |
| Dallas Cowboys                      | 11  | 14  | 0 | .440        | 0–2          |
| Denver Broncos                      | 6   | 8   | 0 | .429        | 0–1          |
| Detroit Lions                       | 13  | 24  | 0 | .351        |              |
| Green Bay Packers                   | 14  | 15  | 0 | .483        | 2–2          |
| Houston Texans                      | 2   | 2   | 0 | .500        |              |
| Baltimore/Indianapolis Colts        | 2   | 14  | 0 | .125        |              |
| Jacksonville Jaguars                | 3   | 3   | 0 | .500        |              |
| Kansas City Chiefs                  | 3   | 6   | 0 | .333        |              |
| San Diego/Los Angeles Chargers      | 8   | 2   | 0 | .800        |              |
| St. Louis/Los Angeles Rams          | 29  | 47  | 2 | .385        | 2–0          |
| Miami Dolphins                      | 4   | 9   | 0 | .308        |              |
| Minnesota Vikings                   | 10  | 18  | 0 | .357        | 1–1          |
| New England Patriots                | 6   | 9   | 0 | .400        | 0–1          |
| New Orleans Saints                  | 51  | 46  | 0 | .526        | 1–0          |
| New York Giants                     | 13  | 11  | 0 | .542        | 0–1          |
| New York Jets                       | 7   | 5   | 0 | .583        |              |
| Los Angeles/Oakland Raiders         | 7   | 7   | 0 | .500        |              |
| Philadelphia Eagles                 | 13  | 16  | 1 | .450        | 1–2          |
| Pittsburgh Steelers                 | 2   | 13  | 1 | .156        |              |
| San Francisco 49ers                 | 30  | 46  | 1 | .396        | 1–1          |
| Seattle Seahawks                    | 7   | 10  | 0 | .412        | 2–0          |
| Tampa Bay Buccaneers                | 26  | 24  | 0 | .520        |              |
| Houston Oilers/Tennessee Titans     | 7   | 7   | 0 | .500        |              |
| Washington Redskins                 | 9   | 14  | 1 | .396        | 0–1          |
| Total                               | 355 | 449 | 6 | .442        | 10–12 (.455) |

### Recordes em uma temporadas
Passando
- Jardas passadas: 4,994 – Matt Ryan (2016)
- Passes para touchdowns: 38 – Matt Ryan (2016)
- Passes completados: 439 – Matt Ryan (2013)
- Passes tentados: 651 – Matt Ryan (2013)
- Passe mais longo completo: 98 jardas – Bobby Hebert (1993)

Correndo
- Jardas terrestres: 1,846 – Jamal Anderson (1998)
- Corridas: 410 – Jamal Anderson (1998)
- Touchdowns terrestres: 17 – Michael Turner (2008)
- Mais longa corrida: 90 jardas – Warrick Dunn (2006)
- Jardas terrestres por jogo: 115.4 jardas – Jamal Anderson (1998)

Recebendo
- Recepções: 136 – Julio Jones (2015)
- Jardas recebidas: 1,871 – Julio Jones (2015)
- Touchdowns recebidos: 15 – Andre Rison (2015)

Retornos
- Mais retornos de Punt: 54 – Rolland Lawrence (1976)
- Mais longo punt retornado: 79 jardas – Deion Sanders (1990)
- Mais longo kickoff retornado: 102 jardas – Eric Weems (2010)

Chutes
- Field goals: 34 – Matt Bryant (2016 e 2017)
- Extra Points convertidos: 56 – Matt Bryant (2016)
- Punts: 109 – John James (1978)
- Jardas no Punt: 4,349 – John James (1977)

### Recordes na carreira
- Jardas passadas: 46,720 - Matt Ryan (2008–Presente)
- Passes para touchdowns: 295 - Matt Ryan (2008–Presente)
- Jardas terrestres: 6,631 - Gerald Riggs (1982–1988)
- Touchdowns terrestres: 60 - Michael Turner (2008–2012)
- Recepções: 808 - Roddy White (2005–2015)
- Jardas recebidas: 10,863 - Roddy White (2005–2015)
- Passes interceptados: 39 - Rolland Lawrence (1973–1980)
- Field goals: 250 - Matt Bryant (2009–Presente)
- Pontos: 1,122 - Matt Bryant (2009–Presente)
- Total touchdowns: 63 - Roddy White (2005–2015)
- Média de retorno de punt: 46,0 - Quentin McCord (2001-2003)
- Média de retorno de Kickoff: 48,0 - Mal Snider (1969-1971)
- Sacks: 68,5 - John Abraham (2006–2012)
- Tackles: 1,648 - Jessie Tuggle (1987–2000)
- Vitórias (treinador): 66 - Mike Smith (2008–2014)

## Jogadores

### Elenco Atual
Predefinição:Elenco do Atlanta Falcons

### Pro Football Hall of Famer
| Jogadores         | Jogadores         | Jogadores | Jogadores           | Jogadores   |
| No.               | Nome              | Posições  | Temporadas          | Introduzido |
| ----------------- | ----------------- | --------- | ------------------- | ----------- |
| 25                | Tommy McDonald    | WR        | 1967                | 1998        |
| 29                | Eric Dickerson    | RB        | 1993                | 1999        |
| 21                | Deion Sanders     | CB        | 1989–1993           | 2011        |
| 56                | Chris Doleman     | DE        | 1994–1995           | 2012        |
| 87                | Claude Humphrey   | DE        | 1968–1978           | 2014        |
| 4                 | Brett Favre       | QB        | 1991                | 2016        |
| 5                 | Morten Andersen   | K         | 1995–2000 2006–2007 | 2017        |
| Coaches           |                   |           |                     |             |
| Nome              | Nome              | Posições  | Temporadas          | Introduzido |
| Norm Van Brocklin | Norm Van Brocklin | Treinador | 1968–1974           | 1971        |

Sanders e Humphrey são os únicos dois jogadores no Hall of Fame que foram induzidos com base substancialmente em seu serviço com os Falcons. Andersen passou oito de suas 25 temporadas na NFL com os Falcons e continua sendo o líder de pontuação de todos os tempos, mas ele também jogou suas primeiras 13 temporadas de NFL com o New Orleans Saints, também liderando a lista de pontos da equipe.

### Ring of Honor
A organização Atlanta Falcons não aposenta oficialmente os números, mas considera as camisas de alguns jogadores dignas de serem honradas. O Falcons Ring of Honor, que é destaque nas vigas do Georgia Dome, homenageia jogadores individuais.
| No. | Jogador          | Posições | Temporadas      | Introdução |
| --- | ---------------- | -------- | --------------- | ---------- |
| 10  | Steve Bartkowski | QB       | 1975–1985       | 2004       |
| 31  | William Andrews  | RB       | 1979–1983, 1986 | 2004       |
| 58  | Jessie Tuggle    | LB       | 1987–2000       | 2004       |
| 60  | Tommy Nobis      | LB       | 1966–1976       | 2004       |
| 57  | Jeff Van Note    | C        | 1969–1986       | 2006       |
| 78  | Mike Kenn        | T        | 1978–1994       | 2008       |
| 87  | Claude Humphrey  | DE       | 1968–1978       | 2008       |
| 21  | Deion Sanders    | CB       | 1989–1993       | 2010       |
| 42  | Gerald Riggs     | RB       | 1982–1988       | 2013       |
| 28  | Warrick Dunn     | RB       | 2002–2007       | 2017       |

## Treinadores
Em sua história, o Atlanta Falcons tiveram 15 treinadores principais:
| Treinadores       | Temporadas    | Recorde        | Notas                           |
| ----------------- | ------------- | -------------- | ------------------------------- |
| Norb Hecker       | 1966–1968     | 4–26–1 (.145)  | Demitido após 3 jogos em 1968.  |
| Norm Van Brocklin | 1968–1974     | 39–48–3 (.450) | Demitido após 8 jogos em 1974.  |
| Marion Campbell   | 1974–1976     | 6–19 (.240)    | Demitido após 5 jogos em 1976.  |
| Pat Peppler       | 1976          | 3–6 (.333)     | Treinador interino              |
| Leeman Bennett    | 1977–1982     | 46–41 (.529)   |                                 |
| Dan Henning       | 1983–1986     | 22–41–1 (.352) |                                 |
| Marion Campbell   | 1987–1989     | 11–36 (.234)   | Demitido após 12 jogos em 1989. |
| Jim Hanifan       | 1989          | 0–4 (.000)     | Treinador interino              |
| Jerry Glanville   | 1990–1993     | 27–37 (.422)   |                                 |
| June Jones        | 1994–1996     | 19–29 (.396)   |                                 |
| Dan Reeves        | 1997–2003     | 49–59–1 (.454) |                                 |
| Wade Phillips     | 2003          | 2–1 (.667)     | Treinador interino              |
| Jim Mora          | 2004–2006     | 26–22 (.542)   |                                 |
| Bobby Petrino     | 2007          | 3–10 (.231)    | Renunciou após 13 jogos         |
| Emmitt Thomas     | 2007          | 1–2 (.333)     | Treinador interino              |
| Mike Smith        | 2008–2014     | 66–46 (.589)   |                                 |
| Dan Quinn         | 2015–presente | 29–19 (.604)   |                                 |

## Rádio e televisão
A principal emissora de rádio dos Falcons é a WZGC 92.9 The Game. Wes Durham é o narrador com o ex-QB dos Falcons, Dave Archer, sendo o comentarista.
Em 2014, a estação de propriedade e operação da CW, a WUPA, tornou-se a estação de televisão oficial dos Falcons, ganhando direitos sobre seus jogos de pré-temporada, que são produzidos pela CBS Sports.
Na temporada regular, os jogos da equipe são vistos no afiliado da Fox, WAGA. Quando os Falcons enfrentam uma equipe da AFC, a WGCL, afiliado da CBS, transmitem esses jogos, enquanto os jogos do Sunday Night são televisionados na WXIA, a afiliada local da NBC.